# 硫的同素异形体

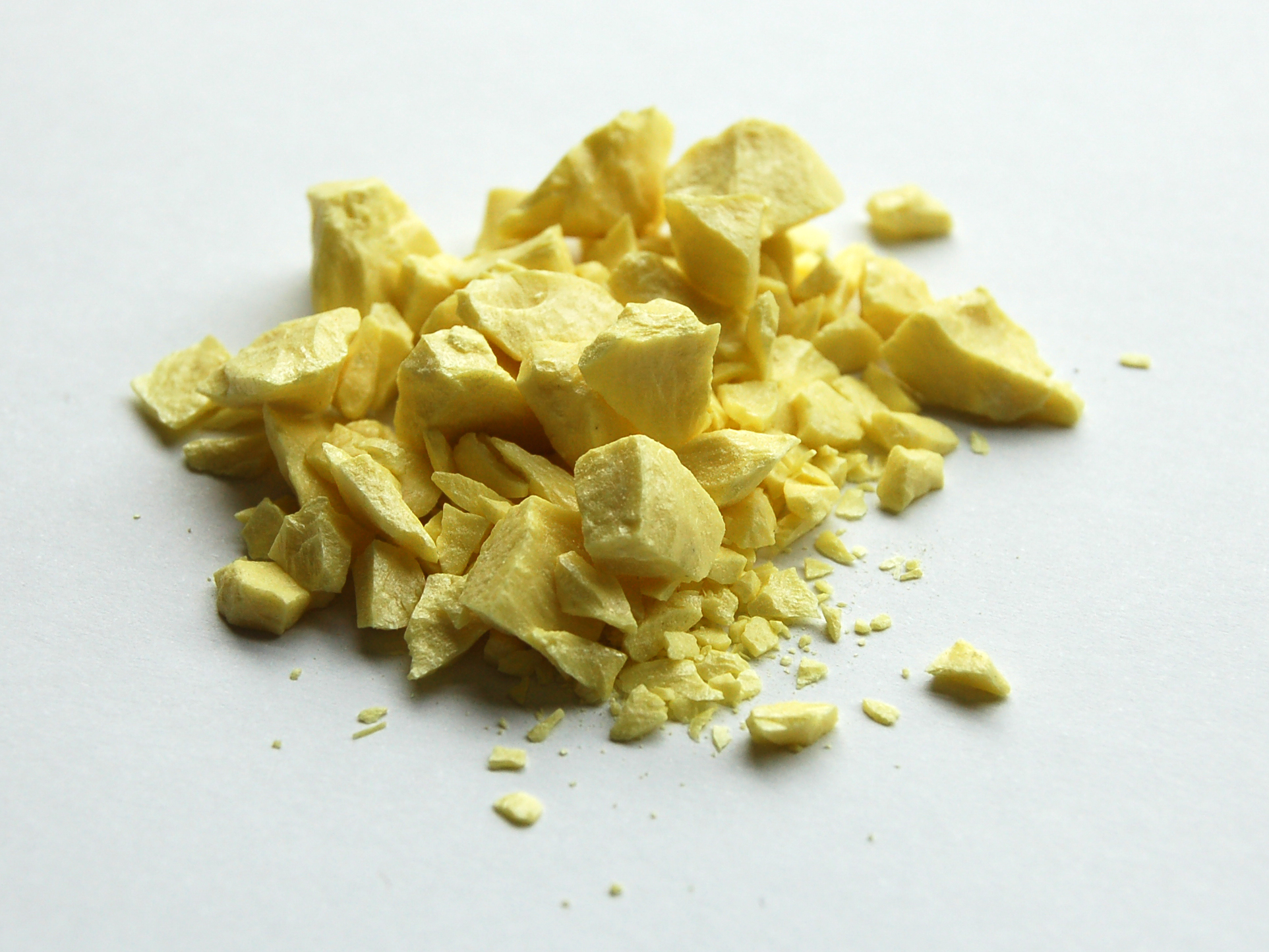
硫樣本

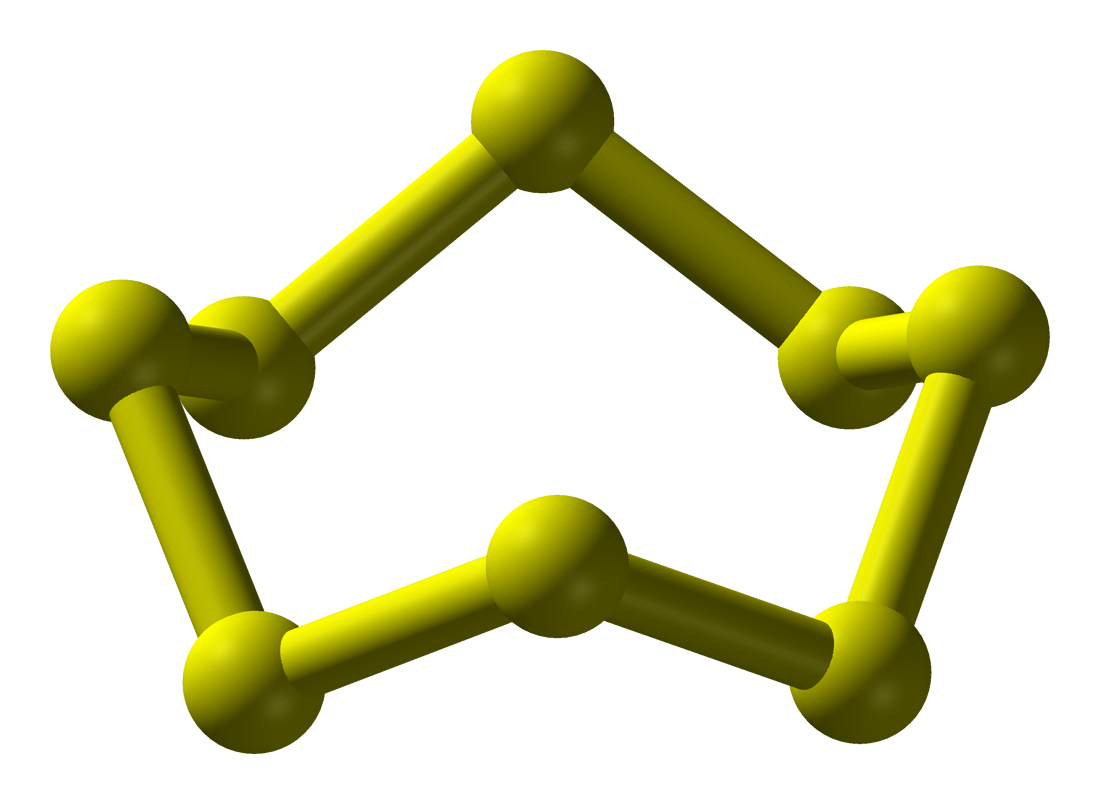
S_{8}的球棍模型，它是硫在自然界中最常見的形式

硫有著大量的同素異形體，其數量只是僅次於碳。除了有很多同素异形体，每个同素异形体通常还有各种同质异形体（相同结构的硫分子的不同晶体结构），由希腊字母前缀（α、β 等）区分。
此外，由于硫元素几个世纪以来一直都是一件商品，它的各种同素异形体都被赋予了传统名称。早期的工人发现了一些后来被证明是硫的单一或混合的同素异形体。某些形式以其外观命名，例如 “珍珠硫之母”，或者以在鉴定它们的方面非常杰出的化学家命名，例如 “Muthmann硫I”或“Engel硫”。
最常见的硫形式是 S
8 的正交晶系同质异形体，为褶皱环结构（见右图）。S8还有另外两种同质异形体，也具有几乎相同的分子结构。除了 S8，以外，含有 6、7、9–15、18 和20个原子的硫环也是已知的。 在五种高压同素异形体中，有两种有金属性。
硫的同素异形体的数量反映了相对较强的S-S键，键能 265 kJ/mol。此外，与大多数元素不同，硫的同素异形体可以在有机溶剂中进行处理，并且可以通过HPLC进行分析。

## 氣態同素異形體

### 二硫S2
二硫为硫的双原子分子。在720°C，硫主要以二硫存在。在530°C、低壓(1毫米水銀)的環境中，硫蒸气佔99%是二硫。火焰中產生的S2分子使硫燃燒時呈藍色。

### 三硫S3
三硫的彎曲结构类似臭氧，為一櫻桃紅色的氣體。在440°C、10毫米水銀的環境，三硫占硫蒸汽的10%。

### 四硫S4
在硫蒸汽存在。根據理論計算的最新觀點認為四硫有著環狀結構。

### 環五硫S5
尚未分離，只在硫蒸汽偵測到。

## 固體環狀結構

### 环六硫S6
S6的晶形為菱面體，為橙红色固體，首次透過下列反應发现于1891年。
H2S4 + S2Cl2 → cyclo-S6 + 2 HCl (在稀釋的乙醚溶液中)

### 环-S6.环-S10加合物
這是由含S6和S10的二硫化碳中之溶液製備所得。

### 环七硫S7
為亮黄色固体，有α、β、γ、δ四种结构。環七硫的環有著不尋常幅度的鍵長(199.3–218.1 pm)，因此被認為是最不穩定的同素異形體。

### S_{8}

S_{8}的鍵線式

### S8

#### 斜方硫（菱形硫）(α-硫)
α-硫是硫自然界中最常見的形式，其純淨時的顏色是黃綠色(市面上出售的硫因為有著微量的环七硫而呈現更黃的顏色)。α-硫實際上不溶於水，導熱性能差，為一良好的電絕緣體。此是硫由二硫化碳結晶而得之緊密的黃色晶體，熔點112.8度。

#### 單斜硫(β-硫)
融化硫於部分凝固後，倒出多餘液體，剩下無數之針形晶體即為單斜硫，融點119.2度。

#### 彈性硫
為沸騰之硫注入冷水所得之軟黏體，有彈性。

#### γ硫
发现于1890年，为融化硫由二硫化碳缓慢結晶而成。

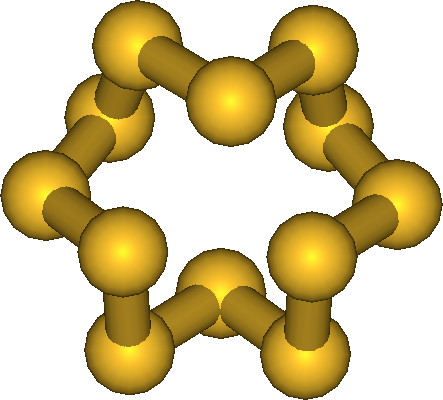
S_{12}之球棍模型

### Sn,(n = 9–15, 18, 20)
這些同素異形體是由多種方法合成，例如
可以透过二氯化硫(Sn-mCl2)和H2Sm反應，即
Sn−mCl2 + H2Sm → cyclo-Sn+2 HCl
制取。S12、S18、S20可以由S8製得，其中S12是繼S8後最穩定的環狀同素異形體。S9有4種形式，S18則有2種。

## 固體連鎖硫結構
生產純淨的連鎖硫已被證明是極其困難的。

### ψ硫
亦稱「纖維硫」或ω1-硫，其密度為2.01 g·cm−3，會在其融點104°C附近分解。

### χ硫
亦稱ω2-硫。

## 連續硫形式

### 無定形硫
這是硫在160°C以上時融解的淬火產物。

### ω硫
为ψ硫和χ硫的混合物。ω硫可被可用作橡膠的硫化。

### λ硫
此為融化後熔融的硫的名字，冷卻此主要給出β-硫。

### π硫
深色液體，由λ硫經淬火冷却后形成。含Sn環的混合物。

### S∞
把硫加热至170°C可形成S∞。